# Marius (film)
A Marius 1931-ben bemutatott francia romantikus filmdráma, amelyet Korda Sándor rendezett. A forgatókönyvet azonos című színműve alapján Marcel Pagnol készítette. A produkció főbb szerepeiben Raimu, Pierre Fresnay, Orane Demazis és Fernand Charpin. 1931. október 9-én mutatták be Franciaországban. Magyarországon az MTV mutatta be 1974. szeptember 3-án.
A Marius Pagnol Marseille-trilógiájának első része, amelyet a Fanny (1932) és a César (1936) követett, az utóbbit már maga Pagnol rendezte. Korda a Mariust még egyszer megfilmesítette németül Zum goldenen Anker (1932) címmel.

## Cselekmény
César egy vízparti bár tulajdonosa Marseille-ben. Fia, Marius nála dolgozik, aki régóta arra vágyik, hogy kikötőkben lévő hajók egyikén egzotikus helyekre utazhasson. A bárnál dolgozik Marius gyerekkori barátja, Fanny, aki kagylókat árul. Marius szereti Fannyt, de nem akarja, hogy tengerész feleségeként kelljen a nőnek leélnie az életét.
Amikor azonban César régi barátja, a gazdag özvegyember, Honoré Panisse, megkéri Fanny kezét, Marius féltékeny lesz. Marius elárulja Fannynek, hogy munkalehetősége akadt egy hajón, a lány pedig bevallja neki, hogy szereti. Kapcsolatot kezdenek egymással, de Mariusnak elúszik a munkalehetősége. Amikor Fanny anyja rajtakapja őket, a szülők elvárják, hogy összeházasodjanak. Marius eljegyzi Fannyt, de közben kap egy másik lehetőséget ötéves szolgálatra. Habár Marius elutasítja az ajánlatot, Fanny úgy dönt, hogy elhiteti a férfival, hogy Panisse-hoz akar feleségül menni. Marius végül elhagyja Fannyt.

## Szereplők
| Szerep             | Színész             | Magyar hangja   |
| ------------------ | ------------------- | --------------- |
| César Olivier      | Raimu               | Csákányi László |
| Marius             | Pierre Fresnay      | Végvári Tamás   |
| Honoré Panisse     | Fernand Charpin     | Képessy József  |
| Honorine Cabanis   | Alida Rouffe        | Komlós Juci     |
| Félix Escartefigue | Paul Dullac         | Miklósy György  |
| Piquoisseau        | Alexandre Mihalesco | Gyenge Árpád    |
| Albert Brun        | Robert Vattier      | Gelley Kornél   |
| Fanny              | Orane Demazis       | Győry Franciska |

## Fogadtatás
A filmkritika elégedett volt a filmmel. A Rotten Tomatoeson 100%-os minősítést ért el 9 értékelés alapján. Farran Smith Nehme a Village Voice-tól azt írta: „Pagnol a naturalizmus illúzióját adja karaktereinek eleven energiájával és szeretetével.” A Time Out szerint: „A cél helyett ezek a filmek olyan régimódi erényeket jelenítenek meg, mint az élethez való hűség és a határtalan emberség.” Nathanael Hood a Retro Settől azt írta: „Az első nagy francia hangosfilmek egyike.”